# 有吉の深掘り大調査
『有吉の深掘り大調査』（ありよしのふかぼりだいちょうさ）は、テレビ東京系列で放送されているバラエティ番組。有吉弘行の冠番組。
2020年8月13日に『有吉の世界同時中継 〜今そっちってどうなってますか?海外13カ国（秘）リポート〜』（ありよしのせかいどうじちゅうけい いまそっちってどうなってますか かいがいじゅうさんかこくまるひりぽーと）を放送した後、『有吉の世界同時中継』を冠する異なったタイトルで不定期の特別番組シリーズとして計4回放送された。
2021年10月7日から2024年2月8日までは『有吉の世界同時中継 〜今、そっちってどうなってますか?〜』（ありよしのせかいどうじちゅうけい いま そっちってどうなってますか）（特番第1回のサブタイトル前半部分に読点を付加）としてレギュラー放送された。
2024年4月18日から2025年3月6日までは『有吉木曜バラエティ』（ありよしもくようバラエティ）としてレギュラー放送された。

## 概要
不定期の特別番組として放送した中で、第1弾の放送が2020年8月の「ギャラクシー賞」テレビ部門月間賞を受賞する。その事が話題となり、2021年10月の改編にレギュラー化された。
特番当初から木曜日に放送されていた。レギュラーとなった後も毎週ではなく、不定期に放送されている。
本番組は、スタジオと世界各国を電話回線による中継で結び、「海外特派員」と呼称する現地の民間外国人やコーディネーターに、世界各国で現在起きていることを日本語で出演者とやり取りしながら伝えてもらうという内容である。
コロナ禍以降は同時中継先を日本国内にしたり、同時中継以外にもスタジオ出演者やリモートでつないだ海外特派員が別日に収録したVTRを視聴しながらトークするなどで対応している。

## 出演者
MC
- 有吉弘行

進行
- 粗品（霜降り明星）[注 1]

ナレーター
- 小野寺一歩
- 花守ゆみり（2022年4月以降）
- 佐倉綾音
- 勝田詩織
- 茅野愛衣

### 過去の出演者
アシスタント
- 田中瞳（テレビ東京アナウンサー）- 特番放送第1弾のみ

## 放送リスト

### 有吉の世界同時中継〜今、そっちどうなってますか?～

#### 特番放送
※いずれも木曜日。
| 弾 | 放送日   | 放送時間      | タイトル                                                                     | 中継国                                                                                   | ゲスト                     | 備考 |
| -- | -------- | ------------- | ---------------------------------------------------------------------------- | ---------------------------------------------------------------------------------------- | -------------------------- | ---- |
| 1  | 08月13日 | 19:58 - 21:48 | 有吉の世界同時中継〜今そっちってどうなってますか? 海外13カ国（秘）リポート〜 | エジプト、トルコ、クウェート、ガーナ、ルーマニア、ラトビア、ロシア、アルゼンチン、ベナン | IKKO、池田美優、村尾信尚   |      |
| 2  | 11月19日 | 19:53 - 21:48 | 有吉の世界同時中継〜今そっちはどうなってますか？世界遺産イッキ見SP〜         | イタリア、スペイン、インド、ケニア、クウェート                                           | IKKO、池田美優、市川猿之助 |      |

| 弾 | 放送日   | 放送時間      | タイトル                                                                  | 中継国                                     | ゲスト                                               | 備考 |
| -- | -------- | ------------- | ------------------------------------------------------------------------- | ------------------------------------------ | ---------------------------------------------------- | ---- |
| 3  | 02月11日 | 19:58 - 21:48 | 有吉の世界同時中継〜古代エジプトの棺を開けたぞ&海外の巨大スーパー潜入SP〜 | エジプト、イタリア、ノルウェー、カメルーン | IKKO、池田美優、児嶋一哉（アンジャッシュ）、若槻千夏 |      |
| 4  | 06月17日 | 18:25 - 20:54 | 有吉の世界同時中継4 〜TV史上初の2元中継! 古代の棺を開けろSP〜             | フランス、エジプト、ペルー、イタリア       | 飯尾和樹（ずん）、島崎和歌子、和田明日香             |      |

#### レギュラー放送

##### 2021年
| 回 | 放送日   | サブタイトル                                      | 中継国                                   | ゲスト                                                                        | 備考          |
| -- | -------- | ------------------------------------------------- | ---------------------------------------- | ----------------------------------------------------------------------------- | ------------- |
| 1  | 10月7日  | 古代エジプトの棺をあけろ&世界の警察密着           | イタリア、エジプト、フィリピン、フランス | 井森美幸、飯尾和樹（ずん）、久間田琳加、山下美月（乃木坂46）                  | 18:25 - 21:48 |
| 2  | 10月21日 | 古代エジプトの棺を開けろ&世界最大のカブトムシ探せ | アラブ首長国連邦、エクアドル、エジプト   | 井森美幸、つるの剛士、滝沢カレン 【中継解説】大城道則（駒澤大学）             | 18:25 - 20:54 |
| 3  | 11月11日 | エジプトでスフィンクスの背中に登ったら大発見SP    | アメリカ合衆国、エジプト、スペイン       | 藤本敏史（FUJIWARA）、いとうあさこ、倉科カナ                                  | 18:25 - 20:54 |
| 4  | 12月2日  | 2年ぶりの開催! スペイン「人間の塔」生リポートSP   | イタリア、エジプト、スペイン             | 児嶋一哉（アンジャッシュ）、IKKO、久間田琳加 【中継解説】大城道則（駒澤大学） | 18:25 - 20:54 |
| 5  | 12月9日  | 世界の警察密着24時! 年末一斉パトロールSP          | ウガンダ、フィリピン、ペルー             | 松木安太郎、飯尾和樹（ずん）、池田美優、丹生明里（日向坂46）                  | 18:25 - 20:54 |

##### 2022年
| 回 | 放送日   | サブタイトル                                         | 中継国 （日本国内は都道府県・市区町村）                                                                          | ゲスト | 備考 |
| -- | -------- | ---------------------------------------------------- | --- | --- | --- |
| 6  | 1月13日  | ヒマラヤの秘境で世界一危険なハチミツ採りを生リポート | アメリカ合衆国、イタリア、クロアチア、ネパール                                                                   | 岡田結実、児嶋一哉（アンジャッシュ）、坂下千里子、つるの剛士、滝沢カレン | 18:25 - 20:54 |
| 7  | 2月10日  | 世界一怖い!?（秘）アトラクション＆世界のスゴ技超人   | イタリア、ガーナ、台湾、中華人民共和国                                                                           | 井森美幸、高橋真麻、百田夏菜子（ももいろクローバーZ）、山崎嶺緒 | 18:25 - 20:54 |
| 8  | 2月24日  | マレーシアの秘境で幻のクワガタを奇跡の捕獲SP         | インド、中華人民共和国、マレーシア                                                                               | 飯尾和樹（ずん）、つるの剛士、坂下千里子、ヒコロヒー、齊藤なぎさ（=LOVE） 【中継解説】牧田習 | 18:25 - 20:54 粗品が病欠のため、飯尾が代行。 |
| 9  | 3月3日   | 世界の最新ミステリー! ミイラの謎を解明SP             | エジプト、ペルー                                                                                                 | 的場浩司、いとうあさこ、トラウデン直美、山崎怜奈（乃木坂46） 【中継解説】大城道則（駒澤大学） | 18:25 - 20:54 VTRコーナー 1. 「20世紀最大の発見！ツタンカーメンの墓」（エジプト） 2. 「知られざる日本のミイラ伝説」（茨城県土浦市） |
| 10 | 3月17日  | 巨大人食いワニを生捕獲&世界王宮ミステリーSP          | インドネシア、ウガンダ、スリランカ                                                                               | 児嶋一哉（アンジャッシュ）、高橋真麻、平子祐希（アルコ&ピース）、田村保乃（櫻坂46） | 18:25 - 21:48 |
| 11 | 4月21日  | 中国の最恐テーマパーク&アメリカのお宝倉庫を開けろ    | アメリカ合衆国、中華人民共和国、日本（大分県宇佐市）                                                             | 西村知美、つるの剛士、草薙航基（宮下草薙）、齊藤なぎさ（=LOVE） | 18:25 - 20:54 |
| 12 | 4月28日  | 幻の古代都市ポンペイの最新発掘現場をテレビ初取材SP   | イタリア | 的場浩司、新井恵理那 | VTRコーナー「世界のキテレツミステリー大百科」（イタリア、キューバ） |
| 13 | 5月5日   | アメリカで狙え一獲千金! 2つのお宝倉庫を開けろ!!      | アメリカ合衆国                                                                                                   | 高橋真麻、佐藤龍我（美少年 / ジャニーズJr.） | |
| 14 | 5月12日  | 世界のタクシー運転手さん、一番うまい店に連れてって   | イギリス、ガーナ、フランス、中華人民共和国                                                                       | 吉村崇（平成ノブシコブシ）、川田裕美 | |
| 15 | 5月19日  | 衝撃ミステリー! ナゼ消えた…男性版モナリザの謎に迫る  | スペイン | 清水ミチコ、柴田英嗣（アンタッチャブル） 【ビデオ出演】千地泰弘（友禅作家） 【中継解説】岡部昌幸（帝京大学） | VTRコーナー「衝撃ミステリー！男性版モナリザの謎」 |
| 16 | 5月26日  | ペルーの衝撃ミイラ&ピラミッドの中に潜入SP            | エジプト、ペルー                                                                                                 | かたせ梨乃、的場浩司、犬飼貴丈、石田ニコル 【VTR解説】大城道則（駒澤大学） | 19:58 - 21:48 VTRコーナー「ペルー天空の黄金発掘プロジェクト」（ペルー） |
| 17 | 6月9日   | 中国の高さ600Mタワーにまさかの最恐アトラクション     | アメリカ合衆国、インドネシア、中華人民共和国、ベトナム                                                           | 児嶋一哉（アンジャッシュ）、高橋真麻、高田秋 | 18:25 - 20:54 |
| 18 | 6月23日  | ついに…古代エジプトの棺から黄金のマスクが出た!       | エジプト、日本（佐賀県吉野ケ里遺跡）、ポルトガル                                                                 | 平子祐希（アルコ＆ピース）、的場浩司、かたせ梨乃、石田ニコル、齊藤なぎさ（＝LOVE）、犬飼貴丈、宇賀なつみ 【国内リポーター】草薙航基（宮下草薙） 【中継解説】大城道則（駒澤大学） | 18:25 - 20:54 VTRコーナー「アルプスで発見! 5300年前の冷凍ミイラ」（イタリア） |
| 19 | 7月7日   | イタリア古城で美しすぎるミイラと暮らす謎の一族       | タイ | つるの剛士、神田愛花、岡田結実 | 18:25 - 20:54 VTRコーナー 1. 「世界のキテレツミステリーを大調査」（インド、スリランカ、タイ、中華人民共和国） 2. 「一体ナゼ？世界の美しすぎるミイラ」（イタリア、フランス） 3. 「南米アマゾン秘境・落ちたら死ぬ幻の川」（アマゾン川流域） |
| 20 | 7月28日  | 地下に6kmの大迷宮! 世界最古のピラミッド潜入SP        | エジプト、ペルー                                                                                                 | 小木博明（おぎやはぎ）、草川拓弥（超特急）、坂下千里子、平子祐希（アルコ&ピース） 【中継解説】大城道則（駒澤大学） | 19:58 - 21:48 |
| 21 | 8月18日  | ペルー政府が放送延期を要請した衝撃ミイラを大公開     | イタリア、中華人民共和国、日本（鹿児島県奄美大島）                                                               | 平子祐希（アルコ＆ピース）、田中卓志（アンガールズ）、的場浩司、草川拓弥、井森美幸、草川拓弥（超特急）、齊藤なぎさ（＝LOVE）、宇賀なつみ 【国内リポーター】淡路幸誠（きつね） | 18:25 - 20:54 VTRコーナー「独占スクープ！ペルーの国宝級ミイラを大公開」（ペルー） |
| 22 | 8月25日  | 世界と日本のピラミッドの謎に迫る! 禁断大調査SP       | 日本（秋田県黒又山）、ペルー                                                                                     | 的場浩司、宇賀なつみ、川村壱馬（THE RAMPAGE from EXILE TRIBE）、金川紗耶（乃木坂46） 【国内リポーター】関太（タイムマシーン3号） | 18:25 - 20:54 VTRコーナー「メキシコ！マヤのピラミッド内部にTV初潜入」（メキシコ） |
| 23 | 9月15日  | 世界と日本のナゾうまグルメ&ピラミッド潜入SP          | エジプト、中華人民共和国、日本（茨城県石岡市）、ペルー                                                           | つるの剛士、高橋真麻、上國料萌衣（アンジュルム） 【国内リポーター】とにかく明るい安村 【中継解説】大城道則（駒澤大学） | 18:25 - 20:54 VTRコーナー 1. 「世界一危険なハチミツ獲り」（ネパール） 2. 「人喰いワニ捕獲作戦に密着」（インドネシア） 3. 「ナゾが隠された激うまグルメ店」（イタリア、埼玉県）                                                             |
| 24 | 10月13日 | これって日本だけ!? 外国人も仰天! ナゾうまグルメSP    | イタリア、ガーナ、スペイン、中華人民共和国、日本（群馬県桐生市、埼玉県神川町・鳩山町、栃木・群馬・埼玉の三県境） | 小沢一敬（スピードワゴン）、神田愛花、田村保乃（櫻坂46） 【国内リポーター】インディアンス 【スタジオ参加海外特派員】クリスティーナ（イタリア）、コニー（ガーナ）、マルコ（スペイン）、万（中国） | 18:25 - 20:54 VTRコーナー 1. 「日本のナゾうま」（群馬県、千葉県ほか） 2. 「世界のナゾうま」（スペイン、中華人民共和国ほか） 3. 「世界が驚く埼玉」（埼玉県）                                                                               |
| 25 | 10月27日 | 日本VS世界ナゾうまグルメ&世界が驚いた千葉SP          | イタリア、ガーナ、中華人民共和国、日本（千葉県君津市、栃木県栃木市）                                             | 的場浩司、NANA（MAX）、おいでやす小田（おいでやすこが）、田村保乃（櫻坂46）、渡邉理佐 【国内リポーター】淡路幸誠（きつね） 【スタジオ参加海外特派員】クリスティーナ（イタリア）、コニー（ガーナ）、万（中華人民共和国） | 18:25 - 20:54 VTRコーナー 1. 「日本のナゾうま」（栃木県ほか） 2. 「世界のナゾうま」（イタリア、ガーナ、中華人民共和国ほか） 3. 「世界が驚く千葉」（千葉県）                                                                               |
| 26 | 11月17日 | ▼日本と世界の最新ナゾうまグルメSP                    | スペイン、フランス                                                                                               | 余貴美子、坂下千里子、宇賀なつみ、つるの剛士、おいでやす小田（おいでやすこが）、山崎怜奈（乃木坂46）、田村保乃（櫻坂46） 【スタジオ参加海外特派員】マルコ（スペイン）、万（中華人民共和国）、ルル（フランス） | 19:58 - 21:48 VTRコーナー 1. 「日本のナゾうま」（神奈川県、群馬県、埼玉県） 2. 「世界のナゾうま」（スペイン、中華人民共和国、フランス） 3. 「日本と世界のナゾつよスポット」（京都府、スペイン）                                           |
| 27 | 11月24日 | 世界と日本のナゾうまグルメ＆中国で話題！秘境ホテル   | 中華人民共和国、日本（埼玉県日高市）                                                                             | 宇賀なつみ、つるの剛士、山崎怜奈（乃木坂46）、ビビる大木 【国内リポーター】みちお（トム・ブラウン） 【スタジオ参加海外特派員】コニー（ガーナ）、マルコ（スペイン）、万（中華人民共和国）、ルル（フランス） | 18:25 - 20:54 VTRコーナー 1. 「日本のナゾうま」（埼玉県、静岡県、千葉県、東京都） 2. 「世界のナゾうま」（スペイン、中華人民共和国） 3. 「日本のナゾつよスポット」（群馬県、栃木県）                                                       |
| 28 | 12月15日 | 世界と日本のナゾうまグルメ＆神奈川の幻の県道SP       | 日本（神奈川県川崎市、神奈川県秦野市、東京都砂町銀座商店街）                                                     | ビビる大木、葵わかな、上國料萌衣（アンジュルム）、余貴美子、的場浩司、新井恵理那、おいでやす小田、山崎怜奈（乃木坂46）、齊藤なぎさ（＝LOVE）、田村保乃（櫻坂46） 【国内リポーター】尾形貴弘（パンサー）、田渕章裕（インディアンス）、淡路幸誠（きつね） 【スタジオ参加海外特派員】コニー（ガーナ）、万（中華人民共和国）、ルル（フランス） | 18:25 - 20:54 VTRコーナー 1. 「日本のナゾうま」（埼玉県、東京都、栃木県） 2. 「世界のナゾうま」（アメリカ合衆国） 3. 「日本のナゾつよスポット」（神奈川県道701号大山秦野線）                                                              |

##### 2023年
| 回 | 放送日   | サブタイトル                                                 | 中継国 （日本国内は都道府県・市区町村）        | ゲスト | 備考 |
| -- | -------- | ------------------------------------------------------------ | ---------------------------------------------- | --- | --- |
| 29 | 1月12日  | 日本と世界のナゾうまグルメ＆昭和を支えたナゾの道             | 日本（愛知県名古屋市）                         | 的場浩司、ヒコロヒー、田村保乃（櫻坂46） 【国内リポーター】なすなかにし、淡路幸誠（きつね） 【スタジオ参加海外特派員】ズズ（台湾）、万（中華人民共和国） | 19:58 - 21:48 VTRコーナー 1. 「日本のナゾうま」（群馬県、東京都） 2. 「世界のナゾうま」（台湾、香港） 3. 「日本のナゾつよスポット」（神奈川県、奥三河）                                                                          |
| 30 | 2月9日   | アメリカ上空（秘）飛行物体＆岡山の人魚のミイラSP             | イタリア、日本（愛知県名古屋市、群馬県桐生市） | 飯尾和樹（ずん）、島崎和歌子、的場浩司、森泉、岡田圭右（ますだおかだ）、磯山さやか、ISSA（DA PUMP）、新井恵理那、ヒコロヒー、久間田琳加、和田明日香、田村真佑（乃木坂46） 【国内リポーター】なすなかにし、淡路幸誠（きつね） 【スタジオ参加海外特派員】リーソル（アメリカ合衆国） | 18:25 - 20:54 VTRコーナー 1. 「日本のナゾうま」（神奈川県、埼玉県、千葉県、東京都） 2. 「世界のナゾうま」（アメリカ合衆国、イタリア、タイ） 3. 「最新ミステリー」人魚のミイラ（岡山県圓珠院）、UFO情報（アメリカ合衆国、京都府） |
| 31 | 3月2日   | 世界が驚いた北関東グルメ＆世界一キケンな登山道               |                                                | 岡田圭右（ますだおかだ）、磯山さやか、新井恵理那 | |
| 32 | 3月9日   | 世界が驚いた昭和＆日本を守る検疫探知犬ＳＰ                   |                                                | 梅沢富美男、川田裕美、前田敦子、守屋麗奈(櫻坂46） | |
| 33 | 4月13日  | この春行きたい！日本の花絶景＆昭和(秘)衝撃映像               |                                                | つるの剛士、神田愛花、井桁弘恵、中本悠太（ＮＣＴ127） | |
| 34 | 4月27日  | 「北関東うまいもん衝撃グルメ＆消えた昭和遺産(秘)ミステリー」 |                                                | 高岡早紀、矢作兼（おぎやはぎ）、磯山さやか | |
| 35 | 5月18日  | 「関東うまいもん行列グルメ＆昭和の衝撃！大行列＆世界遺産」   |                                                | 高橋真麻、水谷隼、あの | |
| 36 | 6月8日   | 北関東３県ＶＳ埼玉行列グルメ対決＆日本を守る空港探知犬       |                                                | つるの剛士、磯山さやか、弓木奈於（乃木坂46）、白河れい | |
| 37 | 6月22日  | 北関東ＶＳ行列グルメ＆すぐ行ける日本(秘)夏絶景＆空港探知犬   |                                                | 上地雄輔、神田愛花、梅澤美波（乃木坂46） | |
| 38 | 8月3日   | 茨城vs群馬vs栃木“北関東うまいもん行列グルメ”５３連発         |                                                | 井戸田潤（スピードワゴン）、高橋真麻、田村保乃（櫻坂46） | |
| 39 | 8月24日  | 北関東３県vs埼玉“うまいもん行列グルメ対決”５９連発ＳＰ       |                                                | 井森美幸、博多大吉（博多華丸・大吉）、深澤辰哉（Snow Man）、丹生明里（日向坂46） | |
| 40 | 9月7日   | 北関東３県vs埼玉“うまいもん行列グルメ対決”３９連発ＳＰ       |                                                | 磯山さやか、岡田圭右（ますだおかだ）、白河れい、渡邉美穂 | |
| 41 | 9月21日  | 北関東vs埼玉“行列グルメ４８連発＆すぐ行ける！(秘)秋絶景”     |                                                | 井森美幸、JOY、岡田結実 | |
| 42 | 10月5日  | 北関東“目利き激推しグルメ”空港探知犬vs摘発２２連発ＳＰ       |                                                | つぶやきシロー、高橋真麻、豊ノ島、田村保乃（櫻坂46） | |
| 43 | 10月26日 | 北関東３県vs埼玉“うまいもん行列グルメ対決”６１連発ＳＰ       |                                                | 磯山さやか、井戸田潤（スピードワゴン）、瀧本美織、加藤史帆（日向坂46） | |
| 44 | 11月30日 | 北関東３県“行列グルメ対決４３連発＆(秘)ミステリー解明”       |                                                | 飯尾和樹（ずん）、磯山さやか、平子祐希（アルコ＆ピース）、小林由依（櫻坂46） | |
| 45 | 12月7日  | 北関東３県vs千葉“うまいもん行列グルメ対決”５４連発ＳＰ       |                                                | 磯山さやか、岡田圭右（ますだおかだ）、瀧本美織、西野七瀬 | |

##### 2024年
| 回 | 放送日  | サブタイトル                                        | 中継国 （日本国内都道府県・市区町村） | ゲスト | 備考                     |
| -- | ------- | --------------------------------------------------- | ------------------------------------- | --- | ------------------------ |
| 46 | 1月18日 | 北関東3県vs埼玉”うまいもん行列&孤独グルメ”51連発    |                                       | 磯山さやか、井戸田潤（スピードワゴン）、高梨臨、矢田亜希子                                                                      |                          |
| 47 | 2月1日  | 北関東vs行列グルメ対決&身近な巨大施設の裏側(秘)潜入 |                                       | 飯尾和樹（ずん）、つぶやきシロー、菅井友香、田中卓志（アンガールズ）、酒井健太（アルコ&ピース）、樋口日奈、松田好花（日向坂46） |                          |
| 48 | 2月8日  | 北関東”茨城vs群馬vs栃木”行列&孤独グルメ51連発       |                                       | 田中卓志（アンガールズ）、磯山さやか、酒井健太（アルコ&ピース）、樋口日奈                                                       |                          |
| 49 | 3月21日 | 古代エジプト”3400年前(秘)黄金都市”日本クルー初潜入  |                                       | 磯山さやか、つぶやきシロー、松田好花（日向坂46） 【解説中継】大城道則（駒沢大学）                                               | この放送で最終回である。 |

### 有吉木曜バラエティ

#### 2024年
| 回 | 放送日   | サブタイトル                                                   | 中継国 （日本国内都道府県・市区町村） | ゲスト | 備考 |
| -- | -------- | -------------------------------------------------------------- | ------------------------------------- | --- | --- |
| 1  | 4月18日  | 5大国際空港で捜索”検疫探知犬&孤独グルメ”初回SP                 |                                       | タカアンドトシ、矢作兼（おぎやはぎ）、高橋真麻、梅澤美波（乃木坂46） | この放送日から有吉木曜バラエティとしてリニューアル。 |
| 2  | 5月2日   | 驚愕事件”ハドソン川vs富田林”街道&孤独グルメ3時間半SP           |                                       | 井戸田潤（スピードワゴン）、磯山さやか、井上梨名・大園玲・中嶋優月（櫻坂46）、タカアンドトシ、矢作兼（おぎやはぎ）、高橋真麻、梅澤美波（乃木坂46）、岡田圭右（ますだおかだ）、つぶやきシロー、横澤夏子、松本穂香 【リポーター】ユースケ（ダイアン） | |
| 3  | 5月23日  | 北関東vs3県”行列グルメ大連発&(秘)ミステリー解明“               |                                       | 岡田圭右（ますだおかだ）、つぶやきシロー、横澤夏子、松本穂香、中嶋優月（櫻坂46） | |
| 4  | 6月6日   | 業務スーパー&ダイソー“暮らし支える巨大施設”裏側(秘)大潜入      |                                       | 井戸田潤（スピードワゴン）、藤本美貴、平子祐希（アルコ&ピース）、犬飼貴丈、佐々木美玲（日向坂46） | |
| 5  | 6月20日  | 有吉×ナゼそこ?”秘境食堂vs北関東(秘)行列グルメ対決“合体52連発SP |                                       | タカアンドトシ、新井恵理那、平子祐希（アルコ&ピース）、守屋麗奈（櫻坂46） | |
| 6  | 7月25日  | 真相“2010年チリ鉱山事件山手線なぜ環状に?"解明SP                |                                       | タカアンドトシ、神田愛花、つぶやきシロー 【リポーター】磯山さやか、吉川正洋（ダーリンハニー） | テレビ大阪は『天神祭生中継2024〜満開!なにわ彩る夏花火』放送のため7月30日に振替放送。                                                                          |
| 7  | 8月8日   | 北関東vs南関東「650から厳選(秘)絶品グルメ」150連発             |                                       | 井戸田潤（スピードワゴン）、磯山さやか | 気象庁から宮崎県日向灘を震源とする最大震度6弱の地震が発生したことに伴う、南海トラフ地震に関連する情報を発表したことから、番組の途中で臨時ニュースを挿入した。 |
| 8  | 9月5日   | 北関東vs千葉「行列グルメ41連発&(秘)ミステリー解明」            |                                       | 磯山さやか、岡田圭右（ますだおかだ）、藤本美貴、横澤夏子 | |
| 9  | 9月12日  | 緊急企画「南海トラフ&首都直下地震に備えよ!!」防災(秘)新常識    |                                       | 飯尾和樹（ずん）、井戸田潤（スピードワゴン）、大沢あかね、つるの剛士、林瑠奈（乃木坂46） | |
| 10 | 9月19日  | 北関東vs孤独グルメ名店「隠れた絶品(秘)対決」35連発             |                                       | タカアンドトシ、高橋真麻、中島颯太（FANTASTICS from EXILE TRIBE）、藤嶌果歩（日向坂46） | |
| 11 | 10月10日 | 北関東vs孤独グルメ名店「隠れた絶品(秘)対決」43連発             |                                       | 磯山さやか、田中卓志（アンガールズ）、樋口日奈、中嶋優月（櫻坂46）、岡田圭右（ますだおかだ）、つぶやきシロー、横澤夏子、田村真佑（乃木坂46）、矢作兼（おぎやはぎ）、吉村崇（平成ノブシコブシ）、大園玲・谷口愛季（櫻坂46）                          | |
| 12 | 10月17日 | 北関東vs行列グルメ15連発&壮絶!実家が貧乏芸人                   |                                       | 矢作兼（おぎやはぎ）、吉村崇（平成ノブシコブシ）、平岡祐太、大園玲・谷口愛季（櫻坂46） 【実家が貧乏芸人】えどう窓口（Wエンジン）、九条ジョー（レ・ヴァン）、サワダボリビア（凝固体ヨーデル）                                                        | |
| 13 | 10月31日 | 北関東vs孤独グルメ名店「衝撃グルメ&㊙ミステリー解明」          |                                       | 岡田圭右（ますだおかだ）、横澤夏子、つぶやきシロー、田村真佑（乃木坂46）、タカアンドトシ、大沢あかね、中嶋優月（櫻坂46） | |
| 14 | 11月14日 | 北関東vs孤独グルメ名店「絶品36連発」三代食堂(秘)物語           |                                       | タカアンドトシ、大沢あかね、藤岡真威人、中嶋優月（櫻坂46）、井戸田潤（スピードワゴン）、磯山さやか、岡田圭右（ますだおかだ） | |
| 15 | 12月12日 | 孤独グルメ&3大国際空港で捜索”検疫探知犬に密着“SP               |                                       | 井戸田潤（スピードワゴン）、磯山さやか、岡田圭右（ますだおかだ） | |

#### 2025年
| 回 | 放送日  | サブタイトル                                           | ゲスト | 備考 |
| -- | ------- | ------------------------------------------------------ | --- | ---- |
| 16 | 1月9日  | 松重豊出演「孤独のグルメ合体SP」ドラマ登場店(秘)大連発 | 松重豊、タカアンドトシ、平子祐希（アルコ&ピース）、神田愛花、中島颯太（FANTASTICS from EXILE TRIBE）                                                            |      |
| 17 | 1月23日 | 北関東vs孤独グルメ名店「絶品97連発」三代食堂(秘)物語   | タカアンドトシ、平子祐希（アルコ&ピース）、神田愛花、中島颯太（FANTASTICS from EXILE TRIBE）                                                                    |      |
| 18 | 2月20日 | 孤独グルメ名店vsテレビ初(秘)店「絶品75連発」職人密着   | 井戸田潤（スピードワゴン）、大沢あかね、川村壱馬（THE RAMPAGE from EXILE TRIBE）、井上梨名・中嶋優月（櫻坂46）、矢作兼（おぎやはぎ）、磯山さやか、アルコ&ピース |      |
| 19 | 3月6日  | 孤独グルメ名店vs北関東の行列店「無人カメラで厨房密着」 | 矢作兼（おぎやはぎ）、磯山さやか、アルコ&ピース、中嶋優月（櫻坂46）                                                                                             |      |

### 有吉の深掘り大調査

#### 2025年
| 回 | 放送日   | サブタイトル                                                 | ゲスト | 備考                                                                               |
| -- | -------- | ------------------------------------------------------------ | --- | ---------------------------------------------------------------------------------- |
| 1  | 04月10日 | 北関東VS孤独グルメ名店「絶品37連発」人情食堂㊙︎物語           | 岡田圭右（ますだおかだ） 丹生明里 マユリカ 久間田琳加                                                                                                   | この放送日から有吉の深掘り大調査 としてリニューアル。 2時間30分SP（18:25 - 20:54） |
| 2  | 05月01日 | 孤独グルメ連発&無人カメラ20台で行列店&自衛隊厨房密着         | 上地雄輔 磯山さやか 信子（ぱーてぃーちゃん） 弓木奈於（乃木坂46）                                                                                       | 2時間30分SP（18:25 - 20:54）                                                       |
| 3  | 05月29日 | 北関東vs孤独グルメ&国際空港で捜索“検疫探知犬密着”SP          | 矢作兼（おぎやはぎ） 岡田圭右（ますだおかだ） 柳原可奈子 磯山さやか 石井（さや香） 熊元プロレス（紅しょうが）                                           | 2時間30分SP（18:25 - 20:54）                                                       |
| 4  | 06月12日 | 「北関東 厨房ドキュメントSP」 群馬81歳うどんvs茨城69歳町中華 | 矢作兼（おぎやはぎ） 葉山奨之 熊元プロレス（紅しょうが） 菅田愛貴（超ときめき♡宣伝部）岡田圭右（ますだおかだ） 柳原可奈子 磯山さやか 石井（さや香）     | 2時間30分SP（18:25 - 20:54）                                                       |
| 5  | 07月10日 | スーパー㊙︎裏側で激安のからくり発見&厨房密着SP                | 岡田圭右（ますだおかだ） 柳原可奈子 磯山さやか 石井（さや香）矢作兼（おぎやはぎ） 藤本美貴 ママタルト 菅原咲月（乃木坂46）                              | 2時間30分SP（18:25 - 20:58）                                                       |
| 6  | 07月31日 | 北関東の行列店VS孤独のグルメ「絶品63連発」人情食堂㊙︎物語     | 矢作兼（おぎやはぎ） 藤本美貴 ママタルト 菅原咲月（乃木坂46）岡田圭右（ますだおかだ） 柳原可奈子 磯山さやか 石井（さや香） マユリカ 丹生明里 久間田琳加 | 2時間30分SP（18:25 - 20:58）                                                       |
| 7  | 08月07日 | 北関東民の身近な謎を解明&石川県秘境ベイビーに密着!           | 水谷隼 磯山さやか マユリカ 松田好花（日向坂46）山崎弘也（アンタッチャブル） さや香 信子（ぱーてぃーちゃん） 佐々木久美                                  | 2時間30分SP（18:25 - 20:58）                                                       |

## スタッフ
有吉の深掘り大調査
- ナレーター：千葉優輝
- 構成：佐藤勝虎、今田佑、佐々木貴博、村城大輔、加藤俊甫、松永浩治
- 編集・MA：ジーリンクスタジオ
- 音効：遠藤治朗
- TD：吉田健吾
- VE：戸田えりん
- カメラ：風間誠
- 音声：神田あやめ
- 美術プロデューサー：本橋智子
- デザイン：岩本朝美
- 美術進行：政所美咲
- 大道具：冨田泰史（東宝舞台）
- 植裁：菊池起矢（アサヒ植木装飾）
- 電飾：松村真一（コマデン）
- メイク：山田かつら
- タイトルロゴ：森三平
- 技術協力：T-max、ALTX、テレビ東京アート、東京オフラインセンター、港家【毎週】、ビッグボイス、ライズカンパニー【週替り】
- 映像協力：アフロ、ゲッティ
- 番宣：森田冴津季（テレビ東京）
- デスク：西嶋亜希
- AD：新井一成、海野大河、熊岡達伸、三阪智穂、菊池真生、山科宇宙、入山拓矢、稲奈津希、手島功貴、山田菜葉、石子媛香、榎泉、田島大太
- AP：福田萌真、長篤志、川口紗羽（川口→以前はAD）
- ディレクター：高柳大輔、坂本浩章、林剛史、能登谷和旺、大宅優、手島功貴（手島→以前はAD）、赤木智彦
- 演出：瀬川翔、吉川翔（Q.inc）、大宅優（大宅→以前はディレクター）
- プロデューサー：李炳錫、相澤衆、豊田望
- 演出兼プロデューサー：岩下裕一郎（テレビ東京）
- チーフプロデューサー：桑原宏次（テレビ東京）
- 協力：太田プロダクション
- 制作協力：Q.inc、IKAROS【週替り】
- 製作著作：テレ東

有吉木曜バラエティ
- 構成：佐藤勝虎、今田佑、佐々木貴博、村城大輔、加藤俊甫、松永浩治
- 編集・MA：ジーリンクスタジオ
- 音効：遠藤治朗
- TD：吉田健吾【週替り】
- TD/音声：本田宏文【週替り】
- SW：松井光太郎【週替り】
- VE：宮前早智、宮澤真子、戸田えりん【週替り】
- カメラ：近藤慎司、大八木滋、風間誠【週替り】
- 音声：神田あやめ【週替り】
- 美術プロデューサー：本橋智子
- デザイン：岩本朝美
- 美術進行：政所美咲
- 大道具：冨田泰史（東宝舞台）
- 植裁：菊池起矢（アサヒ植木装飾）
- 電飾：松村真一（コマデン）
- メイク：山田かつら
- 技術協力：テクノマックス、ALTX、テレビ東京アート、東京オフラインセンター、港家【毎週】、ライズカンパニー、BIG VOICE【週替り】
- 映像協力：アフロ、ゲッティ
- タイトルロゴ：CHRIS（ネルソンパパ）
- 番宣：森田冴津季（テレビ東京）
- デスク：田中彩菜、川口芙茶子
- AD：新井一成、海野大河、熊岡達伸、﨑田優希、三阪智穂、畑中彩花、池田紗耶乃【毎週】、土田晟稔、安藤大記、児玉恵理加、先野々将央、野崎真央、熊坂栞菜、吉谷地瑞穂、岸本夕奈、安藤百香、磯辺館未来、池原悠吾、田中雄大、嶋貫凛、今野夏鈴音、鈴木未央、山科宇宙、石井雄介、手島功貴、荒木桜太【週替り】
- AP：福田萌真、長篤志【毎週】、岡田康行、荻利恵、川口紗羽（川口→以前はAD）【週替り】
- ディレクター：佐久間隆太、新田祐士、新井由佳子、堂田啓祐（Q.inc）、岡本健吾、真山善貴、入倉悠、前田悠作、服部大、中根拓也、佐々木泰知、山内絵理子、日向建太、林昇平、関川智実、近藤康行、小林健太、熊谷博輝、入山真也、中川浩輔、阿部梨花、立野明史、吹田雅信、長谷川天真、佐々木織恵、大宅優、能登谷和旺【週替り】
- 演出：瀬川翔、吉川翔（Q.inc）【週替り】
- プロデューサー：奈須亮三（テレビ東京）、西古屋竜太・李炳錫（Q.inc）【毎週】、湯澤孝弘（CAPSTONE）、藤掛匡史（テレ東制作）、松藤豪（ハンター）、本道英門（Hearts）、今井勘太・岡本舞（ロケットエンタテイメント）【週替り】
- 演出兼プロデューサー：岩下裕一郎（テレビ東京）
- チーフプロデューサー：水谷豊（テレビ東京）
- 協力：太田プロダクション
- 制作協力：Q.inc、CAPSTONE【毎週】、テレ東制作、Gothic、Hearts、ロケットエンタテイメント、IKAROS【週替り】
- 製作著作：テレ東

有吉の世界同時中継
＜●=レギュラー放送から＞
- 構成：佐藤勝虎（●）、今田佑、佐々木貴博、村城大輔、加藤俊甫、松永浩治（加藤・松永→●）
- 編集・MA：ジーリンクスタジオ
- 音効：遠藤治朗
- TD：吉田健吾（第2回・第4回～）、野瀬一成（●、第3回ではTD/SW）、松井光太郎（●）【週替り】
- TD/CAM：風間誠（第2回・第4回～）、大八木滋、木塚裕紀（共に●）【週替り、回によって異なる】
- VE：宮澤真子（第4回～）、浦崎二奈（●）、田尾温子（第3回と●）、森隆太（●）、辻源之（●）、持塚浩司（●）【週替り】
- CAM：徳織雅彦、片柳悠（共に●）【週替り】
- 音声：倉光秀彰、本田宏文、神田あやめ、小澤尚志、小野文之、細田秀浩、五十嵐公彦、松岡努、小森真美、松本直人（神田以外→●、神田→第4回～）【週替り】
- 美術プロデューサー：本橋智子
- デザイン：岩本朝美
- 美術進行：仙田拓也、政所美咲（政所→●）【週替り】
- 大道具：増山達也（東宝舞台）
- アクリル装飾：是安弘樹（ナカムラ綜美）
- 電飾：川添愛加（コマデン）
- モニター：東京チューブ
- メイク：山田かつら
- 技術協力：テクノマックス、Candee、東京オフラインセンター、テレビ東京アート、イメージランド、セッターズ、港家、ライズカンパニー（テクノ→第2回～、東京オフライン→第3回～、Can→第4回～、イメージラ・セッター・港家・ライズ→●）
- 海外協力：バックボーン【毎週】、篠崎由佳里、CONY OFEI、Link japan、アジアヴォックス（Warren Sun）、ガラカミーノス、西河竜雄（バック→第3回～、篠崎→第4回～、CONY・Link・アジア・ガラカ・西河→●）【週替り】
- 映像協力：アフロ、ゲッティ（共に●）
- 番宣：森田冴津季（テレビ東京、●）
- デスク：田中彩菜、川口芙茶子（川口→第3回と●、一時離脱→復帰）
- AD：川口紗羽、新井一成【毎週】、矢野太一、中村礼人、角尾優、熊岡達伸、平岡美里、鈴木麻央、先野々将央、戸田佳那、金沢美南、平林健太朗、藤原杏志(士)郎、門嶋玲奈、小野鈴果、唐盛卓、池田竜、中澤優太、山口夕歌、加藤和歌菜、渋谷健人、黄淼、田中健、嶋田ケヴィン、栗谷川そら、武田陸来、内田有紀菜、山下哲平、北川沙那(梛)、畑中彩花、林琉夏、石橋真奈、石倉伸、安藤大記、土田晟稔、西尾天平、熊坂栞菜、児玉恵理加、吉谷地瑞穂、阿部勇治、中澤優太、岡田岳人、青砥健哉、嶋田優希、西田舞、竹内涼馬、松澤奨風、中瀬勝太、八重澤拓夢【週替り】（矢野→第3回～、中村→第4回～、角尾・熊岡・平岡・田中・栗谷川〜八重澤→●）
- AP：小亀聡史（●）、長篤志、荻利恵（●）、伊藤春菜（●）、近谷奈生（●）、岡田康行（●）、杉野葉優（●）、福田萌真（●）【週替り】
- ディレクター：太田大介・大谷昌也（Q.inc）、中村慶、鈴木慶昭、入倉悠、百々隆了、前田愛美、立野明史、木下大揮、伊部玲王奈、祖山聡、神林直人、中村優一郎、岡本光弘、江種洋二、林昇平、川本将史、秋山秀人、見崎陽亮、岡本健吾、今村拓実、佐久間隆太、真鍋晋作、杉田亜矢、阿部和孝、赤坂祐貴、吹田雅信、内間一貴、伊藤哲、新田祐士、小林健太、長谷川天真、伊東知香、近藤康行、熊谷博輝、日向建太、海野大河、真山善貴、佐々木泰知、菊地由晃、中西正太、山内絵理子、中川浩輔、阿部梨花、金原永知、立野明史、河原一貴、岩井香奈依、野田慎吾、新井由佳子、井上雄介【週替り】（岡本光→第1回と●、百々→第2回～、中村・川本→第2回と●→以前はAD、鈴木→第3回～、海野→第4回〜、入倉～中村・江種～井上→●、入山→第1回～第4回と●、海野→以前はAD）
- AD/ディレクター：服部大（第4回から●途中までAD）【週替り、回によって異なる】
- フロアディレクター/ディレクター：南岡広紀（テレビ東京、●）、堂田啓祐(佑)（Q.inc、第3回・第4回と●）、藤原康太（第2回〜）、井戸田健（●）、林殻（テレビ東京、●）【週替り、回によって異なる】
- 演出/ディレクター：吉川翔（Q.inc）、瀬川翔、中根拓也（中根→●）【週替り、回によって異なる】
- 演出：山下謙（●）【週替り】
- 演出/プロデューサー：西古屋竜太（Q.inc）【回によって異なる】
- プロデューサー：井関勇人・奈須亮三（テレビ東京、井関→第3回～●2023年7月頃までプロデューサー→8月頃までCP）【毎週】、白川ゆうじ・今野ヒサシ(恒)・松浦あゆみ（TVBOX）、今井勘太・岡本舞（ロケットエンタテイメント）、藤掛匡史（PROTX）、李炳錫、湯澤孝弘、橋本孔一、本道英門、八木沼邦彦、中田容子【週替り】（奈須・松浦～岡本・李～中田→●、李→第1回～第3回まではディレクター→AP）
- 演出・プロデューサー：岩下裕一郎（テレビ東京）
- チーフプロデューサー：水谷豊（テレビ東京、●）
- 協力：太田プロダクション
- 制作協力：Q.inc、TVBOX、ロケットエンタテイメント、PROTX、CAPSTONE、Gothic、ロングテイル【週替り】
- 製作著作：テレビ東京

### 過去のスタッフ
- 構成：藤雄（第4回まで）
- TD：小川正明（第1回）
- VE：小笹直樹（第1回）、中野鉄平（第2回）
- CAM：宮川量康（第1回）、西村光平（第3回）
- 音声：小林寿恵（第1回）、門脇茂誠（第2回）、佐藤達也（第3回）
- 小道具：館直樹（テレフィット、第1回）
- 電飾：竹原詩音（コマデン、第4回まで）
- 照明：塚生崇（第1回）、曽我秀樹（第2回）
- 技術協力：港家、マークアシュ、APOLLO、スペースパンダ22（港・マーク→第1回、APO→第1回・第2回、スペース→第3回）
- 海外協力：柿本裕、千本佳男、LOCO FACTORY、NZnetwork、能村綾、comune di venezia - venice Film Commision、Ristorante da lvo、Amboseli nationai park、Taj Mahal、Dan Celius、峯俊直美、M&M Mediaservices、西河竜雄、セントロ・マルキ研究所（柿本～NZ→第1回、能村～Taj→第2回、M&M→第2回～第4回、Dan・峯俊→第3回、西河・セントロ→第4回）
- リサーチ：高橋勝喜・若林剛樹（共にJFK、第4回まで）、工藤渉（第1回・2回）、奥田和也、西口直（奥田・西口→第3回・第4回）
- 番宣：林拓真・下舞由理香・石津早也果（共にテレビ東京、石津→●）
- AD：加藤稜磨、余焯傑、吉田幸太郎、斎藤洋、田邉晃一、松永あずさ、横尾恵里佳、中野亜喜子、中村美里、中平瑞輝、黒石川えり、湊慧、長江貴大（加藤～斎藤→第1回、田邉→第2回、松永・横尾・中野・中村→第3回、中平・黒石川→第4回、湊→●）
- AP：斎藤沙由紀（第2回）
- ディレクター：五十嵐健太、井上陽史（五十嵐・井上→第1回）、井上雄介（●）
- フロアディレクター：加藤正悟（テレビ東京、第1回・第2回）
- プロデューサー：笹野健太郎、西山ももこ（第4回まで）
- チーフプロデューサー：末永剛章（テレビ東京）

## ネット局
※『有吉木曜バラエティ』時代は木曜以外に放送している遅れネットの局では『有吉バラエティ』のタイトルで放送されていた（テレビ静岡などの一部の局ではタイトルの変更は行われていない）。
| 放送対象地域   | 放送局                   | 系列           | 放送日時                     | ネット状況 | 備考       |
| -------------- | ------------------------ | -------------- | ---------------------------- | ---------- | ---------- |
| 関東広域圏     | テレビ東京（TX）         | テレビ東京系列 | 木曜 19:58 - 20:54           | 【制作局】 | 【制作局】 |
| 北海道         | テレビ北海道（TVh）      | テレビ東京系列 | 木曜 19:58 - 20:54           | 同時ネット |            |
| 愛知県         | テレビ愛知（TVA）        | テレビ東京系列 | 木曜 19:58 - 20:54           | 同時ネット |            |
| 大阪府         | テレビ大阪（TVO）        | テレビ東京系列 | 木曜 19:58 - 20:54           | 同時ネット |            |
| 岡山県・香川県 | テレビせとうち（TSC）    | テレビ東京系列 | 木曜 19:58 - 20:54           | 同時ネット |            |
| 福岡県         | TVQ九州放送（TVQ）       | テレビ東京系列 | 木曜 19:58 - 20:54           | 同時ネット |            |
| 岐阜県         | 岐阜放送（GBS）          | 独立局         | 木曜 19:58 - 20:54           | 同時ネット | [ 注 6 ]   |
| 滋賀県         | びわ湖放送（BBC）        | 独立局         | 木曜 19:58 - 20:54           | 同時ネット |            |
| 奈良県         | 奈良テレビ（TVN）        | 独立局         | 木曜 19:58 - 20:54           | 同時ネット |            |
| 和歌山県       | テレビ和歌山（WTV）      | 独立局         | 木曜 19:58 - 20:54           | 同時ネット |            |
| 福島県         | 福島中央テレビ（FCT）    | 日本テレビ系列 | 日曜 1:55 - 2:50（土曜深夜） | 遅れネット |            |
| 長野県         | テレビ信州（TSB）        | 日本テレビ系列 | 日曜 15:00 - 16:00           | 遅れネット | [ 注 7 ]   |
| 富山県         | 北日本放送（KNB）        | 日本テレビ系列 | 日曜 15:00 - 16:00           | 遅れネット | [ 注 8 ]   |
| 鳥取県・島根県 | 日本海テレビ（NKT）      | 日本テレビ系列 | 土曜 15:30 - 16:25           | 遅れネット | [ 注 9 ]   |
| 山梨県         | テレビ山梨（UTY）        | TBS系列        | 火曜 0:55 - 1:55（月曜深夜） | 遅れネット |            |
| 愛媛県         | あいテレビ（itv）        | TBS系列        | 水曜 1:00 - 2:00（火曜深夜） | 遅れネット |            |
| 宮城県         | 仙台放送（OX）           | フジテレビ系列 | 土曜 13:50 - 14:45           | 遅れネット | [ 注 10 ]  |
| 山形県         | さくらんぼテレビ（SAY）  | フジテレビ系列 | 土曜 10:30 - 11:25           | 遅れネット | [ 注 11 ]  |
| 静岡県         | テレビ静岡（SUT）        | フジテレビ系列 | 土曜 12:00 - 12:54           | 遅れネット | [ 注 12 ]  |
| 長崎県         | テレビ長崎（KTN）        | フジテレビ系列 | 土曜 16:00 - 16:55           | 遅れネット |            |
| 熊本県         | テレビくまもと（TKU）    | フジテレビ系列 | 日曜 13:00 - 13:55           | 遅れネット |            |
| 鹿児島県       | 鹿児島テレビ（KTS）      | フジテレビ系列 | 日曜 13:00 - 13:55           | 遅れネット |            |
| 沖縄県         | 沖縄テレビ（OTV）        | フジテレビ系列 | 月曜 13:50 - 14:47           | 遅れネット | [ 注 13 ]  |
| 青森県         | 青森朝日放送（ABA）      | テレビ朝日系列 | 火曜 15:25 - 16:20           | 遅れネット | [ 注 14 ]  |
| 広島県         | 広島ホームテレビ（HOME） | テレビ朝日系列 | 土曜午後に放送               | 遅れネット |            |

### 不定期ネット局
- 岩手朝日テレビ（IAT・テレビ朝日系列）
- テレビ新潟（TeNY・日本テレビ系列）
- 山口放送（KRY・同上）[注 15]
- 大分朝日放送（OAB・テレビ朝日系列）

### 過去のネット局
- 秋田テレビ（AKT・フジテレビ系列） - 番組開始から土曜 1:25 - 2:25（金曜深夜）に放送されていたが、2022年4月30日打ち切り。
- テレビ金沢（KTK・日本テレビ系列） - 土曜 14:30 - 15:25に放送されていたが、2023年3月打ち切り。
- 秋田放送（ABS・日本テレビ系列） - 2024年4月27日に『-木曜バラエティ』より開始。開始当初の土曜 14:00 - 14:55を経て2024年10月5日より土曜 13:55 - 14:50となるも、2025年3月8日打ち切り。

※三重テレビを除く独立局では、通常時同時ネットではあるが、あくまで番販ネットのため、自主編成により臨時非ネットとすることがある。